# Mistrzostwa świata juniorów w łyżwiarstwie synchronicznym
Mistrzostwa świata juniorów w łyżwiarstwie synchronicznym (ang. ISU World Junior Synchronized Skating Championships, w skrócie WJSSC) – międzynarodowe zawody mistrzowskie w łyżwiarstwie synchronicznym organizowane przez Międzynarodową Unię Łyżwiarską (ISU) od 2013 roku (z wyłączeniem 2014 i 2016 roku) dla łyżwiarzy w kategorii juniorów (ang. Junior).
Każda formacja liczy 16 łyżwiarzy drużyny podstawowej i maksymalnie dwóch rezerwowych. Formacje wykonują dwa programy: krótki i dowolny, przy czym oba segmenty nie mogą być rozgrywane tego samego dnia. Formacje mogą występować pod nazwami własnymi o ile nie koliduje to z nazwami sponsorów ISU.
Zobacz też: Polacy na mistrzostwach świata juniorów w łyżwiarstwie synchronicznym

## Medaliści
| Rok                                                                  | Miejsce     | Złoto          | Srebro         | Brąz         | Źr.   |
| -------------------------------------------------------------------- | ----------- | -------------- | -------------- | ------------ | ----- |
| 2013                                                                 | Helsinki    | Musketeers     | Team Fintastic | Junost       | [ 2 ] |
| Zawody nie zostały rozegrane, zobacz World Junior Challenge Cup 2013 |             |                |                |              |       |
| 2015                                                                 | Zagrzeb     | Musketeers     | Team Fintastic | Les Suprêmes | [ 3 ] |
| Zawody nie zostały rozegrane, zobacz World Junior Challenge Cup 2016 |             |                |                |              |       |
| 2017                                                                 | Mississauga | Junost         | Team Fintastic | Musketeers   | [ 4 ] |
| 2018                                                                 | Zagrzeb     | Junost         | Skyliners      | Crystal Ice  | [ 5 ] |
| 2019                                                                 | Neuchâtel   | Junost         | Crystal Ice    | Skyliners    | [ 6 ] |
| 2020                                                                 | Nottingham  | Team Fintastic | Junost         | Crystal Ice  | [ 7 ] |
| 2021                                                                 | Angers      |                |                |              |       |